# Пожар в Монбланском тоннеле
Пожар в Монбланском тоннеле — катастрофа, произошедшая 24 марта 1999 года. В результате пожара, длившегося 53 часа, погибло 39 человек (один из них — пожарный), 10 серьёзно пострадали, а автомобильный тоннель был сильно повреждён и закрыт на реконструкцию.

## Описание
Монбланский тоннель протяжённостью 11,6 километра проложен под горой Монблан и соединяет Францию и Италию. Строительство длилось с 1957 года по 1965 год. С момента ввода в эксплуатацию тоннель стал важнейшим путепроводом в Альпах, значительно сократив время переезда из Франции в Италию и наоборот. Ежедневно через него проезжает более 5 тысяч транспортных средств.
24 марта 1999 года в 10:46 со стороны Франции в тоннель въехал бельгийский 40-тонный грузовик, гружёный 9 тоннами маргарина и 12 тоннами муки. Когда он двигался по тоннелю с обычной скоростью в 60 км/ч, из-под кабины начал выходить белый дым. В 10:52 из-за понижения видимости включилась пожарная тревога на французской стороне. Однако операторы не видели возгорание, поэтому не закрыли доступ в тоннель, и с обоих концов продолжали въезжать автомобили. Водитель горящего грузовика заметил дым, выбивающийся из-под кузова, но продолжал движение в надежде успеть выехать из тоннеля на итальянской стороне. Но дым усиливался, и в 10:53 водитель остановил грузовик. В это время грузовик успел проехать 6 километров и остановился в середине тоннеля. Водитель хотел достать огнетушитель из кабины, но в этот момент произошла вспышка, и кабину охватил огонь. Водитель тут же оставил грузовик и побежал в сторону итальянского въезда. В это же время за горящим грузовиком образовывалась большая автомобильная пробка. Огонь стремительно усиливался, давая огромное количество густого чёрного дыма. За считанные минуты дым охватил все автомобили, застрявшие в пробке позади грузовика. Один из автомобилистов позвонил на итальянский контрольный пункт из пожарного укрытия, расположенного в 300 метрах от пылающего грузовика. В 10:55 французская сторона перекрыла въезд в тоннель, через минуту закрыли и итальянский въезд.
Из-за редких погодных условий воздушные массы в тоннеле гнали дым в сторону Франции, а в итальянскую сторону дым распространялся гораздо медленнее. Из-за этого автомобили в итальянской стороне смогли развернуться и уехать назад. Оператор на контрольном пункте Италии, увидев уезжающие машины, включил подачу воздуха в сторону Франции, но это лишь усилило распространение огня и дыма во французскую сторону. Уже через 4 минуты после начала пожара дым продвинулся на 500 метров в сторону Франции. В 10:57 на французской стороне по тревоге была поднята спасательная пожарная команда. Через минуту 4 спасателя уже были в тоннеле, но низкая видимость не позволяла им найти застрявших в пробке людей. Тем временем многие автомобилисты пытались развернуться и уехать назад, но густой дым глушил двигатели машин, а многие люди теряли сознание от удушья. В 11:00 из Шамони прибыла дополнительная пожарная бригада. Но дым в тоннеле уже был настолько густой, что спасатели были вынуждены покинуть пожарный автомобиль и укрыться в ближайшем пожарном убежище. В это же время в тоннель вошли итальянские спасатели-добровольцы с другой стороны, но огонь, охвативший уже и застрявшие автомобили, заставил отступить и их. По пути назад итальянские спасатели вывели из тоннеля оставшихся людей с итальянской стороны. В 11:11 с итальянской стороны в тоннель въехали итальянские пожарные. Но из-за катастрофического масштаба пожара им тоже пришлось покинуть автомобиль и укрыться в убежище № 24. Через некоторое время они получили приказ найти французских спасателей. Из-за нулевой видимости они не смогли этого сделать и через 10 минут вернулись в укрытие.
Тюремный срок за нарушение эксплуатации получил начальник службы безопасности тоннеля Жерар Ронколи — 6 месяцев тюрьмы плюс 24 условно, мэр Шамони Мишель Шарле получил условное наказание и штраф.